# Manoir de Quelneuf
Le manoir de Quelneuf  est situé à Forges de Lanouée en France.

## Localisation
Le manoir est situé sur le territoire de la commune de Forges de Lanouée, au lieu-dit Quelneuf, dans le département du Morbihan en région Bretagne.

## Description
Le manoir date du XVIe siècle, édifice à un étage carré de plan rectangulaire à trois pièces au rez-de-chaussée et à l'étage. La partie droite est très remaniée : la pièce du rez-de-chaussée, actuellement remise et atelier, est pourvue d'une grande cheminée monumentale en pignon est et pouvait être la salle du manoir. Une tour d'escalier circulaire, détruite (on n'en voit que le départ), était implantée en façade postérieure au droit du mur de refend est, qui monte de fond et porte deux cheminées superposées. La façade principale est en pierre de taille de granite, le mur-pignon en moellons équarris de schiste. Toiture et charpente refaits, la modification de la pente du toit est apparente en pignon. Deux lucarnes en façade ont disparu. L'environnement du manoir est dénaturé ; pas de cour close ni de portail, la tour d'escalier à l'arrière est de plan carré. Au pignon d'une dépendance, réemploi d'un personnage sculpté en relief. 

## Historique
Manoir mentionné au XVe siècle à Jean Guitté puis aux Quelen en 1513. Construit dans la première moitié du XVIe siècle. Le cadastre ancien mentionne la métairie de Quelneuf. L'intérieur est dénaturé.
Il est inscrit à l'inventaire général du patrimoine culturel.